# Парфія

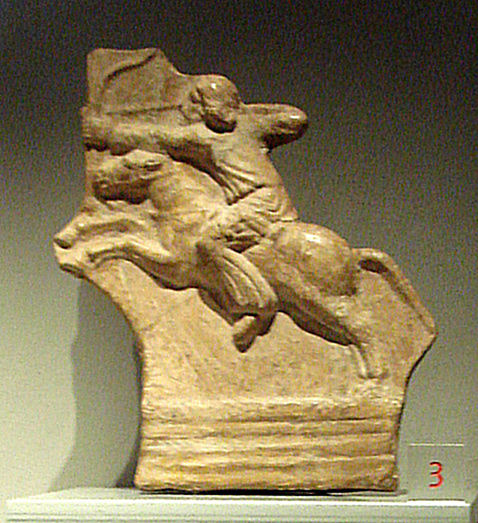
Парфянський вершник на виставці в Палаццо Мадама, Турин

33°05′37″ пн. ш. 44°34′51″ сх. д. / 33.09361111° пн. ш. 44.58083333° сх. д.
Парфія або Партія — в давнину територія, розташована на південний схід від Каспійського моря. З VI ст. до н. е., до завоювання її Олександром Македонським, Парфія вважалася однією з сатрапій держави Ахеменідів, потім входила до складу держави Селевкідів, а з 250 року до н. е. Парфія перетворилась на велике Парфянське царство. У міру того, як приходила в занепад держава Селевкідів, сама Парфія міцніла і розширювалася. У період свого найбільшого розквіту Парфянське царство простягалося від Вавилонії через Іран до долини Інду. Парфянське царство припинило своє існування близько 227 року, коли виникла держава Сасанідів.

## Географія
Парфія в загальних рисах співвідноситься з північно-східним Іраном і з Південним Туркменістаном. Вона межувала з  Каракумами на півночі, включала в себе гори Копетдаг і пустелю Деште-Кевір на півдні. На заході межувала з Мідією,  Гірканією на північному заході,  Маргіаною на північному сході, і  Ареєю на південному сході. Ділилася на 3 області: Астауена, Парфієна й Алаварктікена.